# Brandýs nad Labem (zámek)
Brandýs nad Labem je hrad přestavěný na zámek v souměstí Brandýs nad Labem-Stará Boleslav (okres Praha-východ) na vyvýšené terase na levém břehu řeky Labe. Zámek je chráněn jako kulturní památka, v roce 2017 byl prohlášen národní kulturní památkou.

## Historie

### Středověk

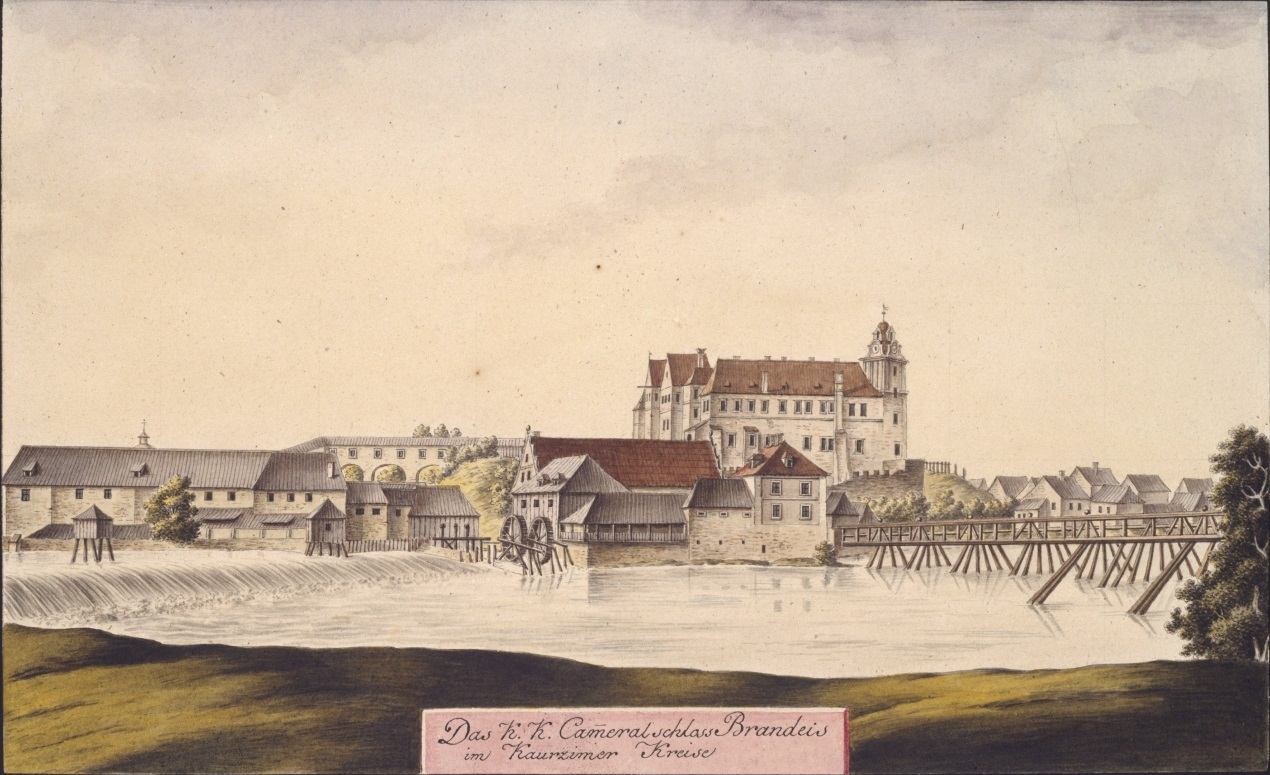
Brandýský zámek na vedutě Jana Antonína Venuta

Přes Brandýs nad Labem a Starou Boleslav procházela v raném středověku důležitá zemská stezka z Prahy směrem na sever. Zdejší brod byl nejprve opatřen strážištěm a později tvrzí. V letech 1468–1493 držel panství Jan Tovačovský z Cimburka, který sem přemístil správní centrum svého panství a k tomuto účelu také přestavěl tvrz na hrad. Úpravy hradu v pozdně gotickém slohu pokračovaly i po smrti Jan Tovačovského z Cimburka, kdy se manželka Jana Johanka z Krajku provdala podruhé za Jana ze Šelmberka. Ve zvelebování sídla pak pokračoval její syn a horlivý přívrženec jednoty bratrské Konrád Krajíř z Krajku, jemuž však bylo panství za účast na povstání proti císaři Ferdinandu I. zkonfiskováno. Rod Krajířů z Krajku počal s jeho přeměnou v renesanční zámek pod vedením stavitelů Mattea Borgorelliho a po něm Ettore Vaccaniho. Renesanční přestavba pokračovala i za královské komory v letech 1547–1572.

### Novověk
V letech 1547 až 1860 byl pak zámek v majetku královské komory a příležitostným venkovským sídlem členů habsburského rodu. Ti pokračovali s jeho zásadní úpravou na honosné renesanční sídlo a vtiskli mu tak jeho dnešní podobu. Na zámku rádi pobývali císaři Ferdinand I. a Maxmilián II. a především Rudolf II. Ti pokračovali v jeho dalším rozšiřování. Stěny zámku byly postupně pokrývány sgrafitovou výzdobou. K zámku patří rozsáhlá zahrada italského typu s letohrádkem, míčovnou, bohatě zdobenou balustrádou se sochami a kašnami, které zásoboval dřevěný vodovod. Jedním z jeho vývodů byla kamenná hlava delfína v manýristickém slohu. Do zahrady se vcházelo krytou chodbou na pilířích, zvanou Rudolfína. Od roku 1732 byl zámek barokně a novogoticky upravován.
Zámek byl oblíben zejména díky přilehlému obrovskému loveckému revíru mezi Mělníkem a Jizerou. Kromě obvyklé zvěře zde žili jeden čas i zubři a stádo bílých jelenů, dar ruského cara Petra I.

### Devatenácté a dvacáté století
Roku 1813 se na brandýském zámku sešli tři panovníci: rakouský císař František I., pruský král Fridrich Vilém III. a ruský car Alexandr I., aby tu připravili úder proti Napoleonovi.

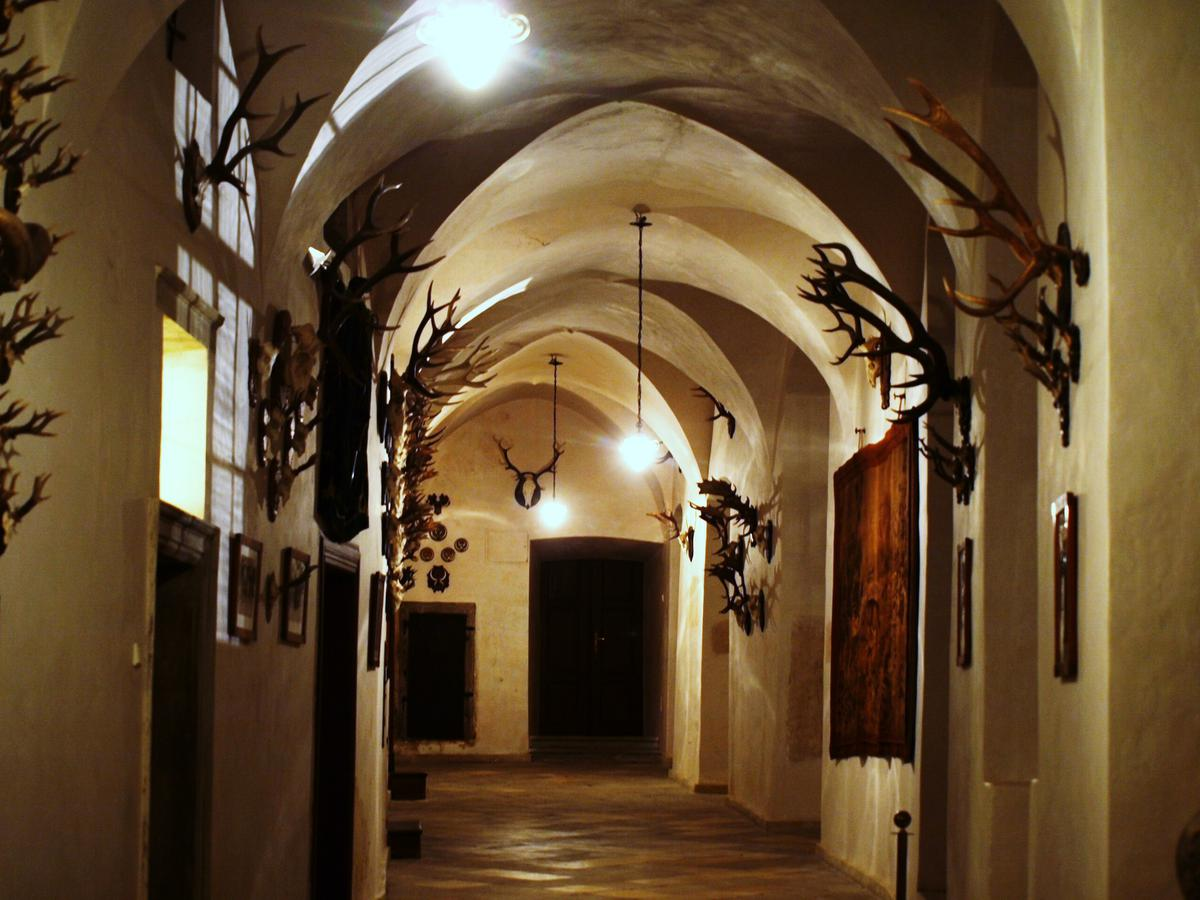
Interiér

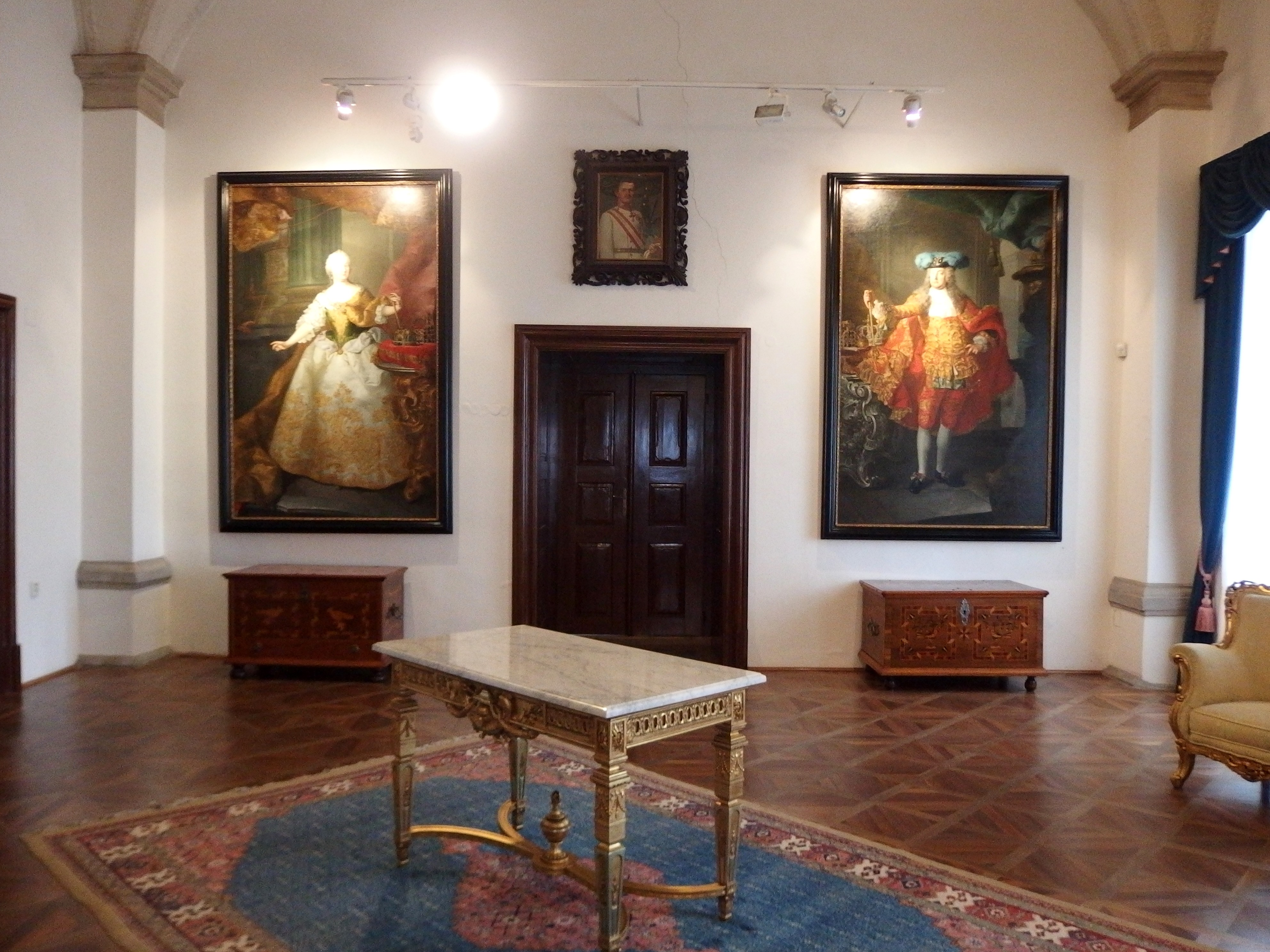
Interiér

V letech 1860–1915 byl zámek v držení lotrinských Habsburků, konkrétně Leopolda II. Toskánského a jeho syna Ludvíka Salvátora. Posledním habsburským majitelem zámku byl poslední rakouský císař a český král Karel I. V Brandýse a ve Staré Boleslavi Karel už od mládí často pobýval a sloužil v místním gardovém dragounském pluku. Do Brandýsa přijel na podzim roku 1911 i s novomanželkou Zitou na svatební cestu. Arcivévodský pár byl přivítán slavobránou na mostě, vlajkami a blikající korunou na náměstí. Ludvík Salvátor († 1915) učinil univerzálním dědicem svého komorníka Antonia Vivese y Colom, od něhož roku 1917 zámek a panství za osm miliónů rakouských korun odkoupil Karel, tehdy již císař, a začal je nákladně rekonstruovat.
Po roce 1919 převzal zámek československý stát jako konfiskát habsburského majetku. O zámku se uvažovalo jako o letním sídle prezidenta, ale nakonec byly upřednostněny Lány. Zámek dostala do užívání státní správa lesů. Město jej obdrželo do svého majetku až v roce 1995. To zahájilo jeho celkovou rekonstrukci s cílem zpřístupnit jej veřejnosti. V roce 2004, v roce sedmisetletého výročí svého založení, byl zámek Brandýs nad Labem s novou historickou expozicí slavnostně otevřen. V roce 2006 byla ve výklenku hradební zdi u nádvoří odhalena reliéfní socha Milenka Rudolfa II. od místní sochařky Zuzany Čížkové.

### 21. století
Od roku 2002 se v zámku každoročně na konci dubna koná Audience u císaře Karla I., slavnost ke cti blahoslaveného posledního českého krále Karla I. Audience se účastní významní hosté, historici, členové diplomatického sboru, vysocí představitelé armády, církve a vojenských a špitálních řádů, členové české a evropské šlechty a potomci Přemyslovců v čele s rodinou habsbursko-lotrinskou. Významným hostem byl také korunní princ Oto Habsburský, který se účastnil Audience v letech 2006 a 2008, nebo jeho syn Karel, současná hlava habsbursko-lotrinského rodu, s dcerami Glorií a Eleonorou. V roce 2013 byla Audience věnována připomínce 200. výročí brandýského setkání tří panovníků, císaře Františka I., cara Alexandra I. a krále Fridricha Viléma III.
V roce 2017 byl zámek prohlášen národní kulturní památkou.
| Rok  | Počet návštěvníků |
| ---- | ----------------- |
| 2015 | 10 484            |
| 2016 | 11 494            |
| 2017 | 12 902            |

## Stavební podoba

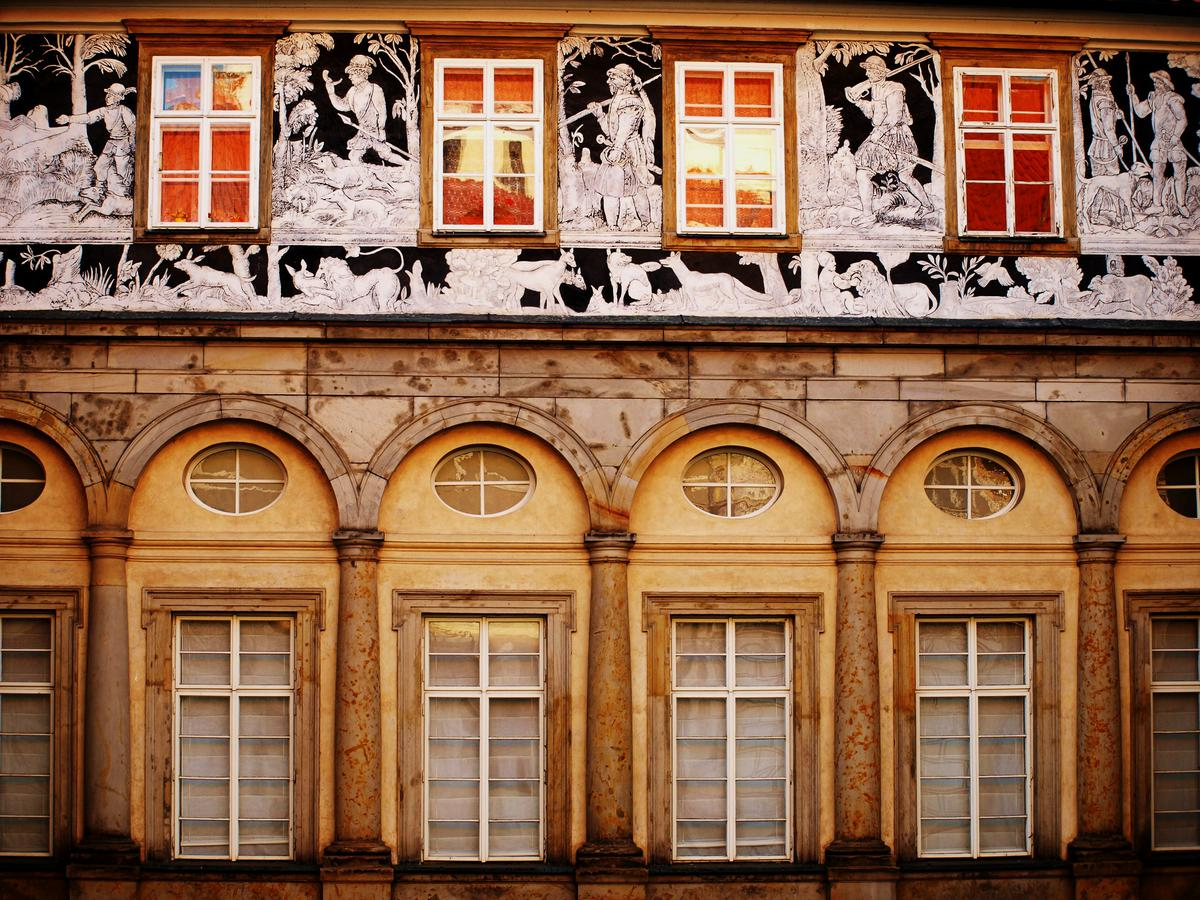
Figurální sgrafita na nádvoří

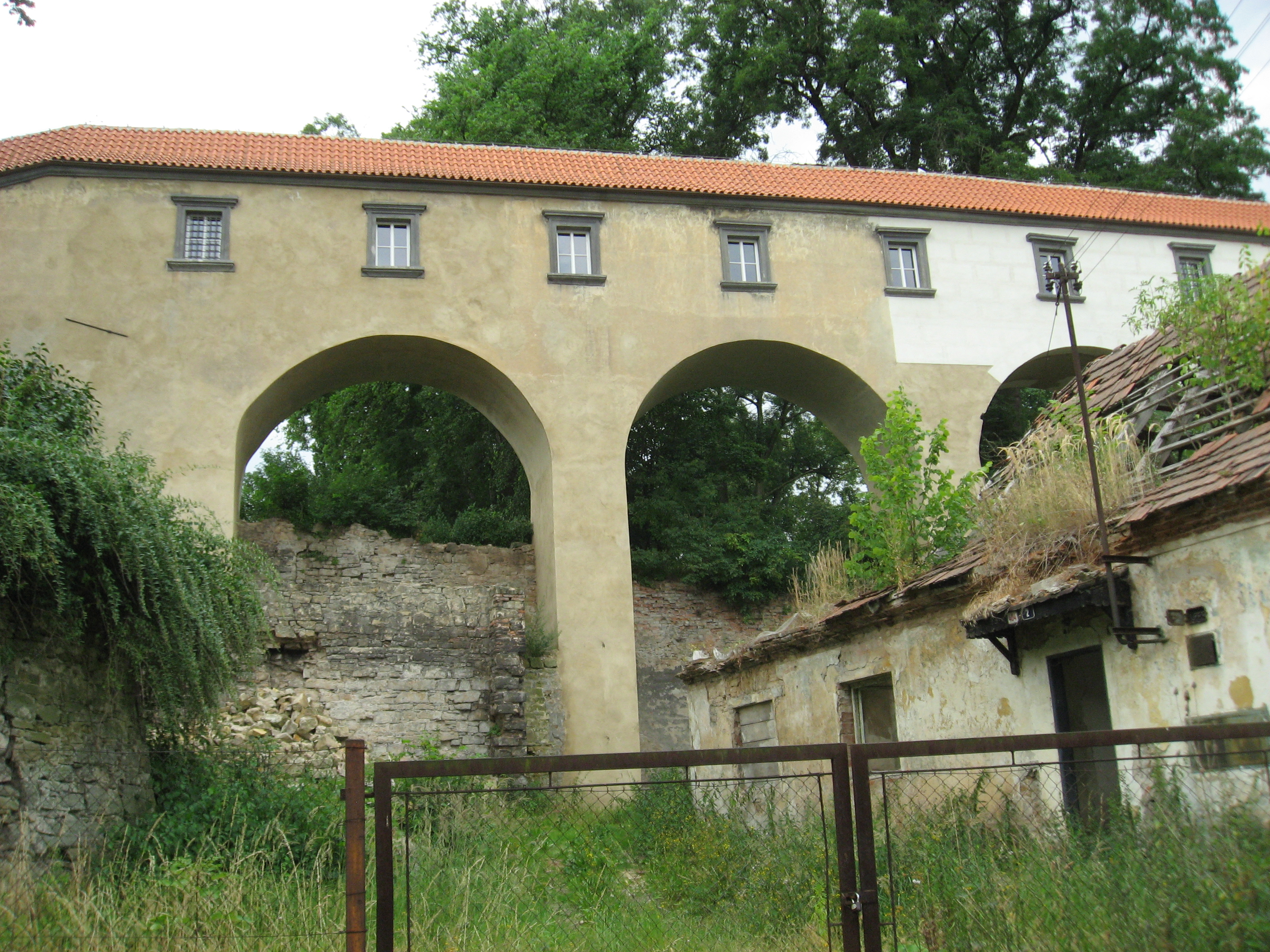
Giovanni Gargiolli: Krytá chodba do parku (1586-1588)

### Hrad
Středověký hrad byl pravděpodobně dvoudílný, ale podoba případného předhradí je neznámá. Typologicky mohl patřit mezi hrady blokového typu. Gotického původu je severní palác a srostlice dvou věží na východní straně, zatímco budovy na jihu a východě byly přistavěny až během renesance a svou hmotou mírně vystupují z obvodu staršího hradu. Severní palác podle architektonických detailů původně nezabíral celou délku severní strany a během některé z pozdějších stavebních fází byl prodloužen. Jeho vnitřní uspořádání, včetně valených kleneb a arkýře na severní straně, je výsledkem pozdně gotické přestavby Jana Tovačovského z Cimburka.
Vstup do hradu byl řešen neobvyklým způsobem. Používaná brána v jižním křídle byla postavena nejdříve v pozdní gotice a předtím se nacházela v jižní věži východního křídla, kde k ní vedl most přes vnitřní příkop z předhradí. Příkop je na severní straně uzavřen hradbou s kulisovou bránou (naproti kamennému mostu a bývalému brodu), kterou příchozí vstoupil do příkopu a prošel jím podél východního křídla až k jižnímu průčelí. Odtud mohl vstoupit buď do předhradí, nebo pokračovat dále do města.
Při pozdně gotické přestavbě bylo na jižní a východní straně postaveno, na tehdejší dobu, kvalitní vnější opevnění. Tvořil je vnější příkop, za kterým se v upravené podobě dochoval mimořádně široký val doplněný v jihovýchodním nároží okrouhlou zemní baštou. Široká koruna valu umožňovala využití děl.

### Zámek
Čtveřice zámeckých křídel obklopuje vnitřní nádvoří, na jehož západní straně se nacházejí arkády. Dominantou je čtverhranná věž v severozápadním nároží, jejíž dochovaná podoba je výsledkem novogotické přestavby z roku 1873, kdy byla její horní patra zbořena, nově postavena a zastřešena stanovou střechou z polévaných tašek. Z východního křídla vystupuje, kromě srostlice gotických věží, poloválcový závěr kaple. V severní části východního křídla začíná krytá chodba na pilířích, která spojuje zámek s parkem. Na fasádách všech budov se dochovalo několik vrstev figurálních a ornamentálních sgrafit.
Zásadní renesanční úpravy architektury, spojovací chodbu a systém terasových zahrad s kamennými kašnami navrhl pro císaře Rudolfa II. ve 2. polovině 80. let 16. století  Giovanni Gargiolli.